# Przesmyk Fulda

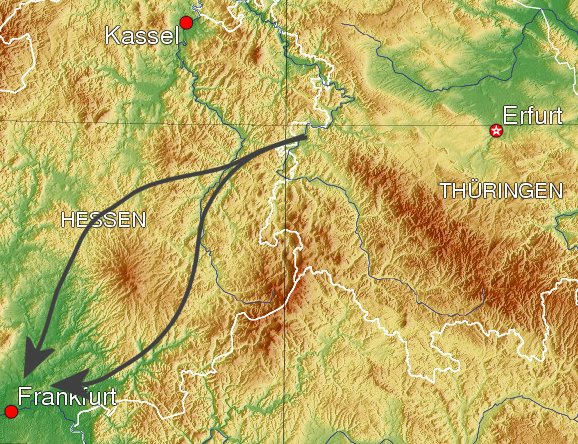
Teoretyczne trasy ataku przez przesmyk Fulda. Południowa przez Fuldę, północna przez Alsfeld. Pomiędzy obiema trasami wznoszą się góry Vogelsberg

Przesmyk Fulda (niem. Fulda-Lücke) – obszar pomiędzy dawną granicą pomiędzy RFN a NRD a Frankfurtem nad Menem.
Obejmuje on dwa nizinne korytarze, które w razie potencjalnej III wojny światowej mogły być wykorzystane jako najodpowiedniejsza trasa dla radzieckich czołgów nacierających w kierunku Renu. Z tego powodu był on uznawany za miejsce strategicznie ważne podczas zimnej wojny.
Przesmyk w przybliżeniu odpowiada trasie, którą Napoleon zdecydował się wycofać swoje wojska po klęsce (16–19 października 1813) w bitwie pod Lipskiem.